# McMichael Canadian Art Collection
Die McMichael Canadian Art Collection ist die größte öffentlich finanzierte Kunstgalerie Kanadas, die sich ausschließlich auf historische und zeitgenössische kanadische und indigene Kunst konzentriert. Die ständige Sammlung umfasst mehr als 7500 Werke mit Arbeiten von Tom Thomson, der Group of Seven und ihren Zeitgenossen sowie von First Nations, Métis, Inuit und zeitgenössischen Künstlern, die zur Entwicklung der kanadischen Kunst beigetragen haben. Sie befindet sich in Kleinburg, Ontario, etwa 30 Kilometer nördlich von Toronto, auf einem 40 Hektar großen Waldgelände am Humber River.

## Geschichte
Die Sammlung wurde 1952 von Robert und Signe McMichael gegründet, als das Ehepaar ein Grundstück im Dorf Kleinburg erwarb. Begeistert von der natürlichen Umgebung begannen die McMichaels Kunstwerke von Tom Thomson, der Group of Seven und ihren Zeitgenossen zu sammeln, die sich ebenfalls von der Natur inspirieren ließen. Robert und Signe McMichael kauften zunächst zehn Hektar Land und bauten ein Blockhaus, das später zu einer Galerie erweitert wurde. Ihre Begeisterung für die Landschaftsmalerei führte 1955 zum Kauf ihres ersten Kunstwerks, eines Gemäldes von Lawren Harris. Als sie 1965 ihr Haus und ihre Kunstwerke der Provinz Ontario vermachten, umfasste ihre Sammlung 194 Gemälde, darunter Werke von Tom Thomson, Emily Carr und anderen bedeutenden kanadischen Künstlern. Die Galerie wurde 1966 eröffnet und als öffentlich zugängliche Institution etabliert. In den folgenden Jahrzehnten wuchs die Sammlung beträchtlich und umfasst heute mehr als 7500 Werke.
Die McMichael Canadian Art Collection ist eine Kultureinrichtung von nationaler Bedeutung und wird als „Schrein der kanadischen Kunst“ bezeichnet.

## Architektur

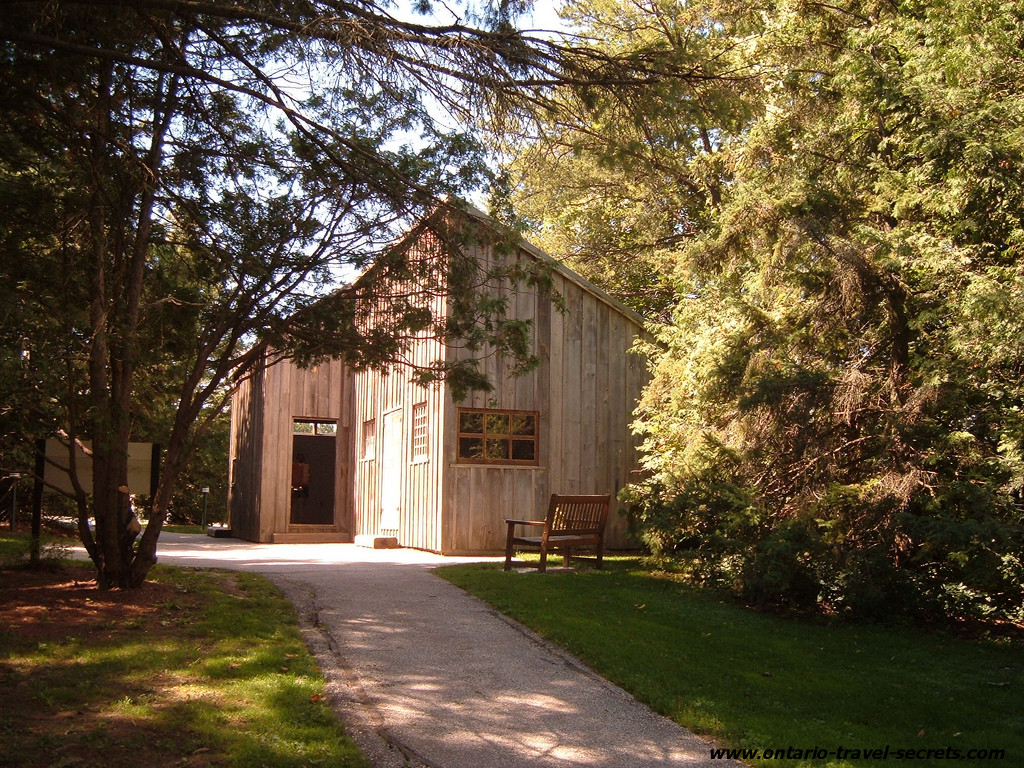
Atelierhaus von Tom Thomson

Das Gebäude aus Feldsteinen und handbehauenen Holzstämmen fügt sich harmonisch in die natürliche Umgebung ein. Große Fenster geben den Blick auf die umliegende Landschaft frei und schaffen so eine Verbindung zwischen den ausgestellten Kunstwerken und der Natur. Auf dem Gelände befinden sich auch Wanderwege und historische Gebäude, darunter Tom Thomsons Shack, das ehemalige Atelier des Künstlers.

## Umgebung
Außerhalb der McMichael Canadian Art Collection kann man 100 Hektar bewaldetes Land im Humber River Valley erkunden – von einem „Wildnisgarten“ auf einem Bergrücken, der von Robert und Signe McMichael nach dem Vorbild des von der Gruppe der Sieben geliebten nördlichen Waldes angelegt wurde, bis zu einem historischen Wasserweg, der für die Ureinwohner der Region von Bedeutung war. Ein Netz von Wegen und Pfaden durch den naturbelassenen Ahorn-, Eichen- und Kiefernwald führt zum Ivan Eyre Sculpture Garden, einer Reihe von Installationen und Skulpturen im Freien, zur Tom Thomson Hütte und zum McMichael Friedhof, auf dem sechs Mitglieder der Gruppe der Sieben – Arthur Lismer, Frederick Horsman Varley, Lawren Stewart Harris, Lawren Stewart Harris, Frank Johnston, Alfred Joseph Casson – und die Gründer der Galerie, Robert und Signe McMichael, ihre letzte Ruhestätte gefunden haben.

## Sammlung

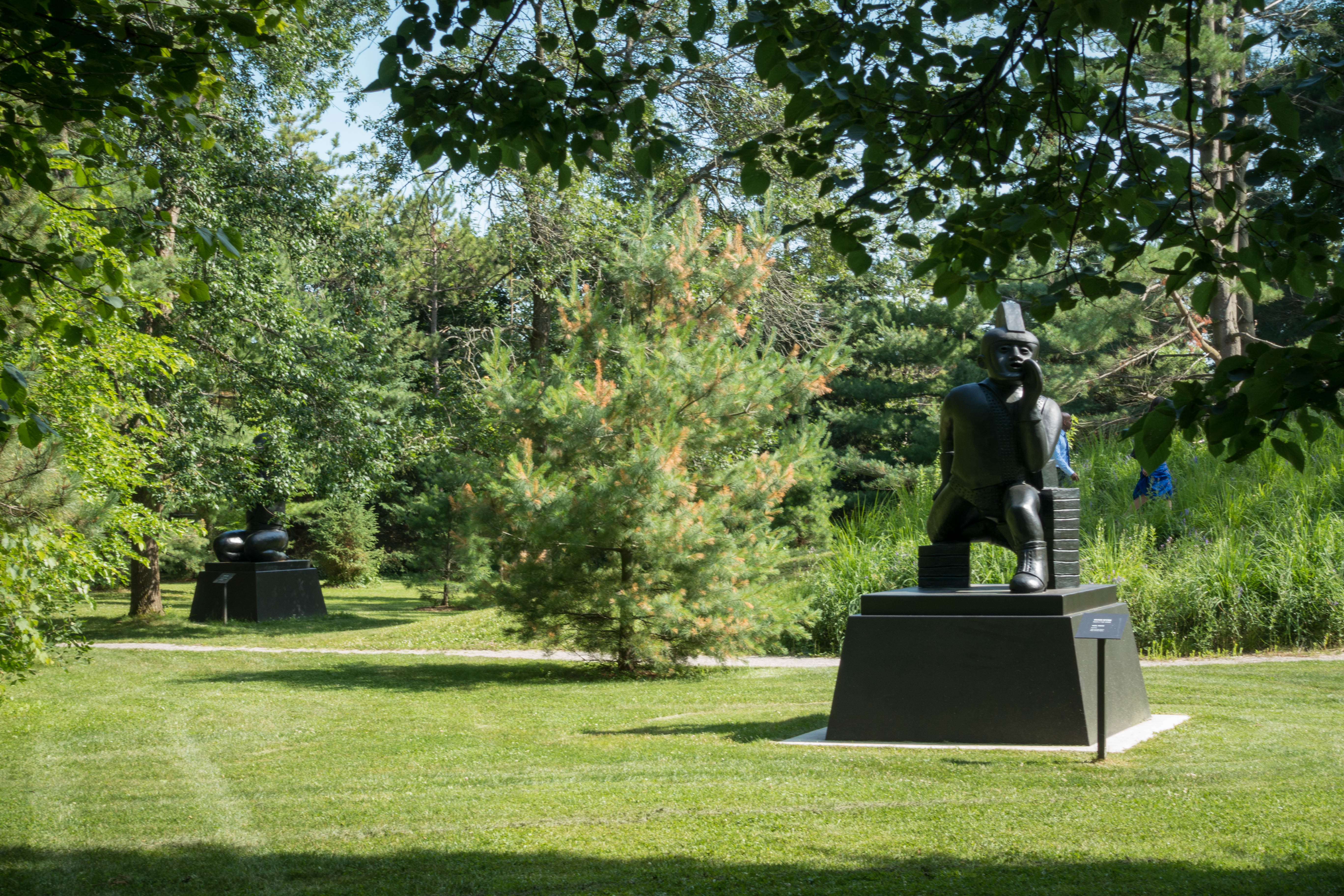
Skulpturengarten mit der Bronze von Ivan Eyre, Yell, 2010

Die ständige Sammlung umfasst Gemälde, Skulpturen und Grafiken. Sie konzentriert sich auf die kanadische Kunst und betont die Bedeutung der Landschaftsmalerei und der kulturellen Vielfalt. Neben einer großen Anzahl von Werken der Group of Seven und ihrer Zeitgenossen beherbergt die Galerie eine umfangreiche Sammlung indigener und zeitgenössischer Kunst. Wechselausstellungen finden regelmäßig statt.
Die Sammlungsbereiche werden auch online präsentiert: die Werke der Group of Seven und ihrer Malerkollegen, die Sammlung First Nations und Métis und die Kunst der Inuit.